# アメリカ領ヴァージン諸島サッカー連盟
アメリカ領ヴァージン諸島サッカー連盟（アメリカりょうヴァージンしょとうサッカーれんめい、英: United States Virgin Islands Soccer Federation）は、アメリカ領ヴァージン諸島におけるサッカー競技を統括する運営団体。略称はUSVISF。国際サッカー連盟（FIFA）と北中米カリブ海サッカー連盟（CONCACAF）に加盟している。
国内にふたつあるサッカーリーグ（セント・クロイ・サッカーリーグとセント・トーマス・サッカーリーグ）やサッカーアメリカ領ヴァージン諸島代表を組織する。
また、英名表記が「Football」でなく「Soccer」となる数少ない組織である。